# Sângeorgiu de Meseș
Sângeorgiu de Meseș – wieś w Rumunii, w okręgu Sălaj, w gminie Buciumi. W 2011 roku liczyła 293 mieszkańców.